# Sigma Theory: Global Cold War
Sigma Theory: Global Cold War est un jeu vidéo de type roguelike et stratégie au tour par tour développé par Mi-Clos Studio et édité par Goblinz Studio, sorti en 2019 sur Windows, Mac et Linux.
Le jeu est tout d'abord sorti en accès anticipé le 18 avril 2019.

## Système de jeu
Dans un futur proche, une découverte appelée Sigma Theory change l'équilibre du monde. Le joueur incarne le chef des services des renseignement et doit prendre le contrôle du monde grâce à la Sigma Theory.

## Accueil
William Audureau pour Le Monde a qualifié le titre de « passionnant jeu vidéo entre Civilization et Le Bureau des légendes » et le journal l'a sélectionné dans son top 100 des meilleurs jeux vidéo.